# Louis Baret

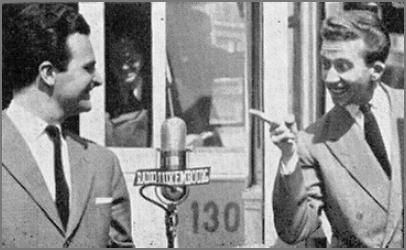
Bobbejaan Schoepen en Louis Baret voor Radio Luxembourg

Louis Baret (Antwerpen, 27 maart 1914 - aldaar, 29 januari 2003) was een Vlaams zanger, tekstschrijver en cabaretier.
Baret kwam pas op zijn 37-jarige leeftijd in de showbizz terecht. Hij schreef liedjesteksten voor onder meer Bobbejaan Schoepen, Will Tura, Gaston en Leo, Luc Philips, Tony Bell, Marva, Freddy Quinn, Ann Christy, De Strangers, en Johnny Jordaan. Hij werkte ook een tijd bij Radio Luxembourg en was als Quizmaster de voorloper van Tony Corsari. Baret schreef de Nederlandstalige tekst van "Café zonder bier", de country-parodie waarmee Bobbejaan Schoepen een groot succes oogstte in België en Duitstalig Europa.
Louis Baret schreef ook sketches, waarvan hij sommige zelf speelde. In 1979 kreeg Baret voor zijn 65e verjaardag een huldeconcert cadeau van de toenmalige BRT.
Zijn grootste liefde bleef echter liedjesschrijven: hij heeft meer dan tweeduizend liedjesteksten op zijn naam staan. In 1988 werd hij hiervoor gelauwerd door SABAM.
In 1992 verscheen "Help! De melkweg kookt over", een boek met citaten, limericks, woordspelingen en cursiefjes van Louis Baret.